# ピエール・ヴェルテメール

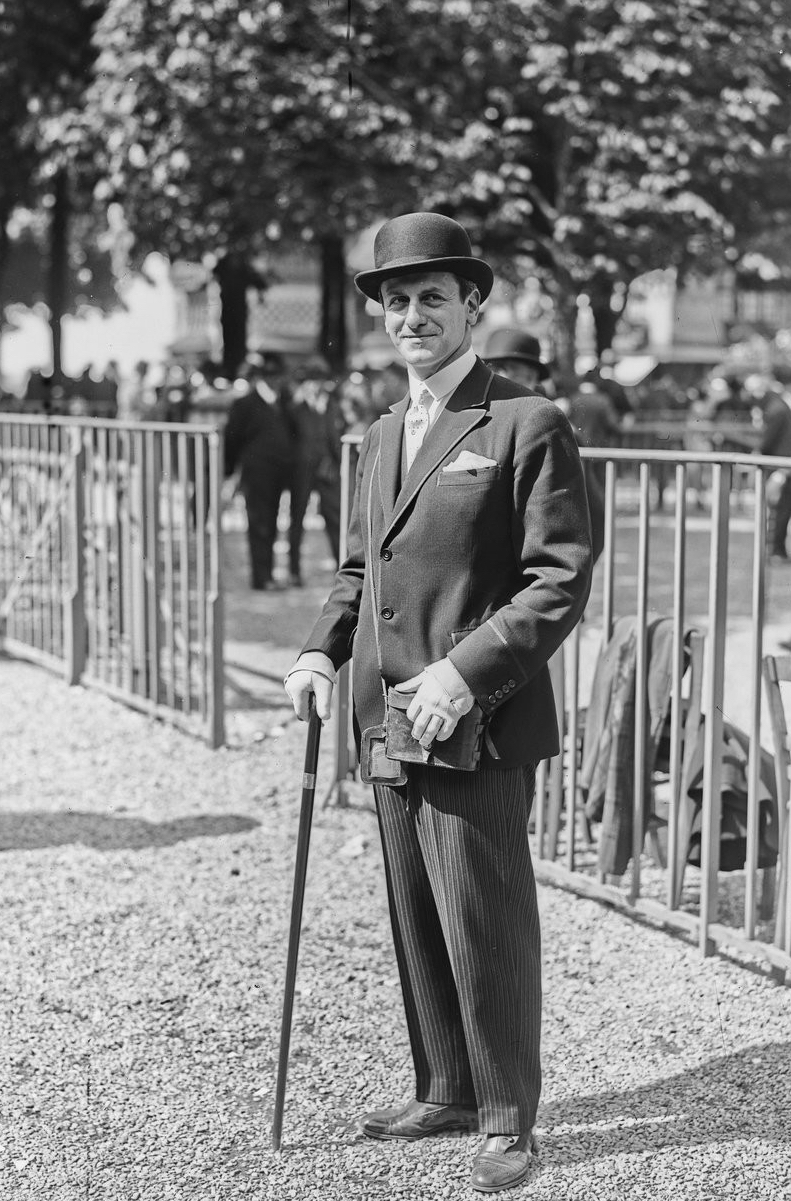
ヴェルテメール（1924年5月）

ピエール・ヴェルテメール（Pierre Wertheimer、1888年1月8日 - 1965年4月24日）は、フランスの実業家。ココ・シャネルと共にシャネルを設立したことで知られる。

## 家業
ヴェルテメールは、1870年にアルザスからパリに移住したユダヤ人アーネスト・ヴェルテメールの息子として生まれた。ヴェルテメール家は舞台化粧会社のブルジョワの権益を購入、後に同社は史上初のドライルージュを開発するなど、フランスで最大かつ最も成功した化粧品・香料会社となった。ブルジョワはヨーロッパに限らず、アメリカ合衆国にも企業を保有する国際的な企業だった。ニューヨーク州ロチェスターにあった事業所では、ヘレナ・ルビンスタインのフェイスクリームを製造・販売していた。父亡き後は、ピエールとその兄弟ポールがブルジョワを家業として相続、1917年に会社の取締役を引き継いだ。

## 「パルファム・シャネル」
1922年のロンシャン競馬場で、ヴェルテメールはパリのデパート、ギャラリー・ラファイエットの創設者であるテオフィル・バデによってココ・シャネルを紹介された。
シャネルは、今が自身が開発したシャネルNo.5を本来は大口の一部顧客のみに提供していたが、バデは、ギャラリー・ラファイエットでシャネルNo. 5の販売を展開したいと考えており、そのためシャネルとヴェルテメールの仲介に尽力した。シャネル自身ももっと幅広い顧客層へ売り出す商機であると考えて、すでにアメリカ市場での実績や資本のあるヴェルテメールとの提携に乗り出した。
1924年、シャネルはヴェルテメールと契約を結び、「パルファム・シャネル」という企業体を設立した。
ヴェルテメールはシャネルNo. 5の生産とマーケティング、流通に全額の資金を提供する代わりに会社の70％を保有、またテオフィル・バデは20%を保有した。シャネルは株式の10％を保有し、自分の名前を「パルファム・シャネル」と社名に用いたが、すべての事業運営からは身を引いていた。しかし、最終的に処遇に不満を抱いたシャネルは、「パルファム・シャネル」の完全な支配権を獲得するために20年以上闘争した。1935年にはヴェルテメールに対する訴訟を起こしたが、敗訴している。

## ナチスによる財産差し押さえ
第二次世界大戦でフランスが占領されると、ナチスによるユダヤ系に対する財産の押収が行われた。ユダヤ人であるヴェルテメールもその標的となりえた。
この機に乗じ、ココ・シャネルは自身のアーリア人としての立場を利用し、パルファム・シャネルと、その最も収益性の高い製品であるシャネルNo.5を奪い取る機会を得た。1941年5月、シャネルはドイツ当局にヴェルテメールの所有権を奪うよう請願した。しかし、ヴェルテメールはその行動を予期しており、先手を打って1940年にフランスからニューヨークに逃げる際にパルファム・シャネルの支配権をフランスの実業家フェリックス・アミオに委ねていた。終戦後、アミオはパルファム・シャネルをヴェルテメールに引き渡している。

## 家族
1910年10月、ヴェルテメールは、投資銀行家のラザード家の一員であるゲルメイン・レベルと結婚した。
ヴェルテメールの没後、パルファム・シャネルなどの資産は、会社をさらに拡大した息子のジャック・ヴェルテメールに受け継がれた。そのジャックの死後は彼の息子であるジェラールとアラン・ヴェルテメールに相続されている。

## 競馬
ピエール・ヴェルテメールは、サラブレッド競走馬の主要な馬主でもあった。 1949年にヴェルテメールは当時24歳のアレック・ヘッド調教師を雇いいれており、その後もヴェルテメール家とヘッド家の協力関係は続いている。ヴェルテメールの馬は、おもにフランスとイギリスで数多くの主要競走に優勝した。ヴェルテメールの代表的な所有馬には、フランスの競馬統括団体であるフランスギャロによって「競馬の伝説」と呼ばれたエピナールがいる。
ヴェルテメールの没後、その未亡人も競馬を続けており、リヴァーマンやリファールなどの著名な馬の所有者として知られた。その後もヴェルテメール家は競馬産業と関わりを続けている。

### 主な所有馬
- エピナール Épinard - 1920年生、牡馬。フォレ賞など。
- ヴィミー  - 1952年生、牡馬。キングジョージ6世&クイーンエリザベスステークスなど。
- ラヴァンダン Lavandin - 1953年生、牡馬。ダービーステークス。
- ミゼット Midget - 1953年生、牝馬。モーリス・ド・ゲスト賞など。